# Time Pirates
Pour plus de détails, voir Fiche technique et Distribution.
Time Pirates est un film américain écrit par Marc Gottlieb et réalisé par Anthony C. Ferrante, sorti en 2022.

## Synopsis
Dans les années 1700, le redoutable pirate Barbe Noire (Richard Greico) livre un combat à l’épée contre le capitaine Cooper (Jack Pearson). Après le combat, Barbe Noire remarque quelques mots tatoués sur le bras du capitaine. Cooper l’avertit de ne pas les lire, mais Barbe Noire le fait néanmoins. Une trombe marine apparaît alors, et transporte vers une destination inconnue le navire de Cooper, la Reine Rouge, et la moitié d’une carte au trésor pour laquelle ils se disputaient.
De nos jours, le navire est maintenant une attraction touristique à Los Angeles. Un clip vidéo est tourné à bord du grand voilier par les six frères et sœurs qui composent le groupe musical SM6 : Eliana, Jack, George, Adam, Isabel et Emily Jones. Le groupe trouve la demi-carte au trésor, et un livre que personne d’autre n’a remarqué pendant tout le temps que le vaisseau a passé dans le présent. Grâce à un sort magique d’un vieillard vivant dans une église (Dee Wallace), les frères et sœurs se retrouvent transportés dans le temps à l’époque des pirates après avoir lu l’incantation sur la carte. Une trombe marine surgit et transporte le navire à une époque où les pirates règnent sur les sept mers. En chemin, ils rencontrent tous les pirates des Caraïbes célèbres, comme Anne Bonny (Angela Cole), Cooper et Barbe Noire. Ils se retrouvent impliqués dans la recherche d’un trésor maudit et rencontrent le redoutable Kraken. Ils font alliance avec la pirate Anne Bonny, alors qu’ils cherchent un moyen de vaincre Barbe Noire, de faire revenir l’autre moitié de la carte dans le présent, et de rentrer chez eux à temps pour le grand concert prévu au Viper Room.

## Distribution
- Angela Cole : Anne Bonny
- Andrew Fernie : Pirate (voix)
- Richy Jackson : Lucio
- Adam Jones : lui-même
- Duane Jones : ivrogne de la taverne
- Eliana Jones : elle-même
- Emily Jones : elle-même
- George Jones : lui-même
- Isabel Jones : elle-même
- Jack Jones : lui-même[3]
- Sharon Desiree : citadine de Port Royal
- Mica Javier : Femme en détresse
- Jack Pearson : Capitaine Miles Cooper
- Julian Sensley : Deux chevilles
- Anna Telfer : Beckett
- Gjee Wade II : Grande sentinelle[4]

## Production
Le film est sorti le 9 septembre 2022 aux États-Unis, son pays d’origine.

## Réception critique
Voices From The Balcony a une critique assez négative sur le film : un titre qui plagie le classique Time Bandits de Terry Gilliam, une intrigue reposant sur le voyage dans le temps d'un groupe de musique pop, avec un clin d'œil à Michael J. Fox inventant le rock 'n' roll dans Retour vers le futur. Bref un film qui ne plaira qu'aux fans adolescents ou enfants du groupe SM6 devenu célèbre sur Internet. Le film a été produit par The Asylum pour Tubi, et le scénariste Marc Gottlieb avait écrit deux des meilleurs films de The Asylum, Jungle Run et Triassic World, ainsi que Aquarium of the Dead, mais là c'est d'un niveau beaucoup trop faible.